# Patrick Godfrey (acteur)
Pour les articles homonymes, voir Patrick Godfrey et Godfrey.
Patrick Godfrey (né le 13 février 1933 à Finsbury, dans le district d'Islington, dans le Grand Londres) est un acteur britannique.

## Filmographie
(janvier 2023).

### Cinéma
- 1972 : Miss Julie
- 1975 : Ballet Shoes (en) : Donald Houghton
- 1983 : Chaleur et Poussière (Heat and Dust) : Saunders, the Medical Officer (The Nineteen Twenties in the Civil Lines at Satipur)
- 1985 : Chambre avec vue (A Room with a View) : In Florence - The Reverend Mr. Eager, Chaplain of the Anglican Church in Florence
- 1986 : Les Mésaventures de mosieur le proviseur (Clockwise) : Headmaster
- 1986 : Foreign Body : Simons
- 1987 : On the Black Hill
- 1987 : Maurice : Simcox
- 1988 : Pour une nuit d'amour (Manifesto) : Dr. Lombrosow
- 1988 : The Girl in a Swing : Coroner
- 1992 : Black and White
- 1993 : The Trial : Court Usher
- 1993 : Les Vestiges du jour (The Remains of the Day) : Spencer
- 1997 : Le Joueur (The Gambler) : Professor Olkhin
- 1998 : À tout jamais (Ever After) : Leonardo da Vinci
- 2000 : Il était une fois Jésus (The Miracle Maker) (voix)
- 2001 : My Brother Tom (cy) : Father Felix
- 2002 : La Vengeance de Monte Cristo (The Count of Monte Cristo) : Morrell, Owner of the Ferion
- 2002 : L'Importance d'être Constant (The Importance of Being Earnest) : Merriman
- 2005 : 1520 par le sang du glaive (The Headsman ou Shadow of the Sword), de Simon Aeby : Bertram
- 2005 : Oliver Twist : le libraire

### Télévision
- 1966 : Doctor Who (série télévisée) : épisode « The Savages » Tor
- 1970 : Les Six Femmes d'Henry VIII (The Six Wives of Henry VIII) (feuilleton TV) : Thomas Wriothesley
- 1971 : Doctor Who (série télévisée) : épisode « The Mind of Evil » Major Cosworth
- 1978 : Enemy at the Door (série télévisée) : Dr. John Forbes (1980)
- 1982 : The Life and Adventures of Nicholas Nickleby (feuilleton TV) : Irate Gentleman / Jennings / Mr. Kenwigs / Man Next Door / Casino Proprieter
- 1984 : Antigone (TV) : Chorus
- 1984 : The Tragedy of Coriolanus (TV) : Cominius
- 1984 : Pericles, Prince of Tyre (TV) : Helicanus
- 1985 : Blott on the Landscape (feuilleton TV) : Mr Bullett Finch
- 1985 : Edge of Darkness (en) (feuilleton TV) : Oakley
- 1986 : Monte Carlo (TV) : Lambert
- 1987 : The Charmer (feuilleton TV) : Mr. Norris
- 1987 : Nemesis (TV) : Mr. Schuster
- 1987 : A Perfect Spy (feuilleton TV) : Chairman
- 1989 : Behaving Badly (en) (mini-série) : Father Gough
- 1989 : Murderers Among Us: The Simon Wiesenthal Story (TV) : Major Jones
- 1990 : Hercule Poirot (série télévisée, saison 2, épisode 8 : L'Enlèvement du Premier ministre) : Lord Estair
- 1991 : The Count of Solar (TV) : Judge
- 1991 : Screen Two (en) (TV) : Geoffrey Alderney
- 1991 : Sleepers (en) (TV) : Magistrate
- 1993 : Genghis Cohn (TV) : Deputy Mueller
- 1993 : You Me + It (TV) : Eddie
- 1994 : Bermuda Grace (TV)
- 1994 : Dandelion Dead (feuilleton TV) : Griffiths
- 1994 : A Landing On the Sun (TV) : Tite
- 1994 : Message for Posterity (TV) : 2nd Committee Member
- 1995 : Cruel Train (TV) : Davidson (station master)
- 1995 : Bramwell (série télévisée) : Bishop of Stepney
- 1997 : A Dance to the Music of Time (feuilleton TV) : General Conyers
- 2000 : Shades (en) (mini-série) : Ed
- 2002 : The Falklands Play (TV) : Rt Hon Michael Foot MP (Leader of the Opposition)
- 2003 : Looking for Victoria (TV) : Lord Clarendon, Diplomat and Minister
- 2005 : Trial & Retribution: The Lovers (TV) : Mr. Gordon